# Woiwodschaft Suwałki

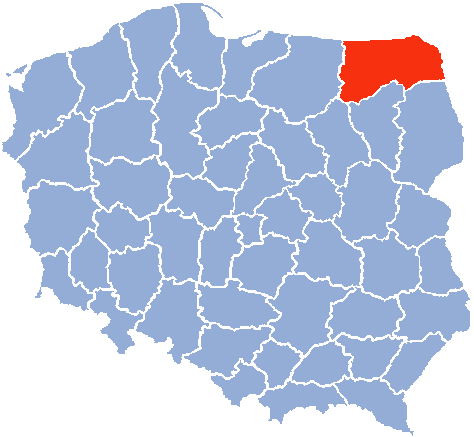
Politische Karte Polens, Woiwodschaft Suwałki rot hervorgehoben

Die Woiwodschaft Suwałki war in den Jahren 1975 bis 1998 eine polnische Woiwodschaft im nordöstlichsten Teil des Landes, in der gleichnamigen Region an der Grenze zu Litauen und der Oblast Kaliningrad. Sie ging 1999 im Zuge einer Verwaltungsreform in den heutigen Woiwodschaften Podlachien und Ermland-Masuren auf. Ihre Hauptstadt war Suwałki.
Bedeutende Städte waren (Einwohnerzahlen von 1995): 
- Suwałki (69.000)
- Ełk (73.000)
- Giżycko (43.200)
- Augustów (34.500)